# Réserve communale Amarakaeri
La réserve communale Amarakaeri (RCA) est une aire protégée du Pérou, créée en 2002. Cette réserve est cogérée localement par les populations autochtones Amarakaeri et le SERNANP, sa bonne gestion et sa riche biodiversité lui ont valu d'être recensée sur la liste verte de l'UICN.

## Géographie

### Localisation
La réserve communale amarakaeri s'étend à la fois sur les districts de Fitzcarrald, Manu, Madre de Dios et Huepetuhe, dans la province de Manu, dans la région de Madre de Dios.

### Description
50% de la réserve est situé en plaine, les collines, entre 700 et 1000 m d'altitude occupent 15% de sa superficie et les montagnes entre 1500 et 2500 m d'altitude en occupent 35%.

## Nature
La réserve comprend des milieux naturels variés, notamment, sous l'effet de la variation d'altitude, avec des forêts tropicales humides dans la plaine et une végétation de montagne plus en altitude.
On y trouve des loutre géante, jaguars, ours à lunette et Singe-araignée commun pour ne citer que les espèces les plus emblématiques.

## Gestion
La réserve est administrée par le SERNANP.